# Mizkif
 (janvier 2025).
Mizkif, de son vrai nom Matthew Rinaudo,, né le 16 février 1995 au Texas, est un streameur et vidéaste web américain. Il est membre fondateur et copropriétaire de l'organisation de jeux One True King. Il a été nommé meilleur streameur Just Chatting aux Streamer Awards 2022 .

## Biographie
Mizkif est né le 16 février 1995,,, et a grandi à Montclair dans le New Jersey. Il est d'origine italienne. Mizkif est diplômé de l'université avec un diplôme en finance et une moyenne de 2,7.[réf. nécessaire]

### Carrière

#### Début de carrière (2016-2020)
Mizkif commence à faire des lives en direct en 2016. Il évolue au sein d'une communauté restreinte jusqu'en 2018, année où il gagne en visibilité en travaillant comme caméraman pour le streamer Paul "Ice Poseidon" Denino.
Le 30 avril 2019, Mizkif et son collègue streamer Esfand sont bannis de Twitch à la suite d’un incident survenu à PAX East impliquant la streameuse et cosplayeuse Jenna "Meowri". Lors d'un livestream, ils font une blague jugée inappropriée à son égard. Leur bannissement est levé sept jours plus tard.

#### One True King et montée en popularité (depuis 2020)
En mars 2020, Mizkif attire l'attention en gagnant plus de 5 600 $ lors d'un stream en sommeil. Dans une interview avec Wired, il déclare que cette expérience, contrairement aux streams habituels souvent épuisants, lui a offert une pause appréciable par rapport à sa routine de jeu quotidienne.
Lors de l'élection présidentielle américaine de 2020, Mizkif est le troisième streamer Twitch le plus regardé, derrière Trainwreckstv et HasanAbi,.
Le 11 octobre 2020, Mizkif et les streamers Twitch Asmongold, Esfand, Rich Campbell et Tips Out annoncent la création de leur organisation de jeux, One True King.
Le 18 janvier 2021, Mizkif atteint le million d'abonnés sur Twitch.
En octobre 2021, Mizkif figure dans les fuites de données de Twitch, révélant les revenus des principaux streameurs entre août 2019 et octobre 2021. Il est classé 23ᵉ, avec un gain estimé à 2 086 548,21 $ sur cette période.
En mars 2022, Mizkif remporte le prix du meilleur streamer Just Chatting aux Streamer Awards 2022. Il est également nommé pour le titre de Streamer de l'année lors de cette même cérémonie.
Le 13 janvier 2023, Mizkif est banni de Twitch le 13 janvier 2023 après avoir diffusé du contenu d'un streamer banni, « Grossgore », lors d'un livestream. Il est finalement débanni moins de 24 heures plus tard,,.
Le 7 février 2023, Mizkif est banni de Twitch pour avoir violé le DMCA après avoir regardé une série de téléréalité américaine intitulée MILF Manor sur sa chaîne Twitch. Il a ensuite été débanni un jour plus tard,.
Le 28 mai 2023, Mizkif annonce qu'il avait rejoint Rumble, un site d'hébergement de vidéos, en mentionnant qu'il diffuserait une partie de son contenu sur la plateforme.

## Entrepreneuriat

### Unrooted
En 2021, Mizkif annonce son intention de développer un jeu de plateforme intitulé Unrooted. S'inspirant principalement de Jump King, le jeu est présenté dans la catégorie des jeux de plateforme lors de l'OTK Games Expo 2022 ,. Unrooted est officiellement lancé sur Steam le 2 août 2024 ,

### Iron Forge Gym
Le 17 janvier 2024, Mizkif annonce l’ouverture de l'Iron Forge Gym à Austin, au Texas, qu’il co-détenu avec le streamer Twitch norvégien Knut. L'établissement propose des cours d'haltérophilie, ainsi que des cours de MMA et de lutte,,.

### Just ChattingPodcast
Le 6 mai 2024, Mizkif annonce le lancement du Just Chatting Podcast, un podcast hebdomadaire qu'il anime, où il interviewe divers invités en tête-à-tête.

## Philanthropie
Le 21 décembre 2019, Mizkif organise un stream caritatif pour l'hôpital pour enfants St. David à Austin, au Texas. Sa communauté récolte plus de 5 000 $, montant qu'il utilise ensuite pour acheter des jouets pour les patients de l'hôpital.
En juin 2021, Mizkif et son collègue streamer Ryan « Simply » Reeves participent à un rappel sur le 600 Congress, un immeuble de 32 étages à Austin, au Texas, dans le cadre de l'événement de collecte de fonds Over the Edge organisé par Make-A-Wish. Ils récoltent plus de 20 000 $ grâce aux dons des téléspectateurs lors de leur diffusion caritative.
Le 10 février 2023, Mizkif organise un stream caritatif de 26 heures pour collecter des fonds en faveur des victimes des Séismes de 2023 en Turquie et Syrie. Mizkif et sa communauté réussissent à récolter 80 799 $.

## Polémiques et controverses
Le 19 septembre 2022, Mizkif est accusé par son collègue streameur Trainwreckstv d’avoir minimisé et dissimulé un incident où son colocataire, CrazySlick, aurait agressé sexuellement la streameuse AdrianahLee. Plus tard dans la journée, Ice Poseidon publie une série de commentaires racistes et homophobes attribués à Mizkif, datant de 2018 et 2019. Le lendemain, Mizkif est mis en congé par l'organisation One True King à la suite de ces incidents,,,. Le 31 décembre 2022, One True King publie une déclaration concernant l’allégation de dissimulation de l’agression sexuelle. Selon l’avocat de l’enquête, basé au Texas, aucune preuve directe n’a été trouvée pour soutenir l’accusation contre Mizkif, et son statut au sein de l’OTK est rétabli,. Le 2 janvier 2023, Mizkif publie une vidéo dans laquelle il présente ses excuses pour son comportement jugé « insensible » et « sourd » lors d’une émission diffusée début octobre,.

## Vie privée
En 2019, Mizkif est en couple avec la streameuse Twitch et réhabilitatrice Maya Higa. Le 14 septembre 2021, Mizkif annoncé sur Twitter sa rupture avec Higa.
Mizkif souffre de la myocardite virale. Il a également parlé publiquement de ses difficultés avec son trouble déficitaire de l'attention avec hyperactivité (TDAH).
Mizkif possède une Audi R8, une voiture de sport. Le 3 janvier 2022, Mizkif a annoncé sur Twitter que son Audi R8 avait subi des dommages de 100 000 $ après avoir été heurtée par quelqu'un sur un parking.
Mizkif habtite actuellement à Austin au Texas, dans une maison avec des collègues streameurs sur Twitch Russel, Simply et Emiru.

## Filmographie

### Clips musicales
| Année | Titre           | Artiste(s)            | Rôle        |        |
| ----- | --------------- | --------------------- | ----------- | ------ |
| 2021  | Perfect Vibe    | Mitch Jones avec Kala | Lui-même    | [ 50 ] |
| 2021  | Booty Cheek Man | Simplement            | Lui-même    | [ 51 ] |
| 2022  | Dolls           | Bella Poarch          | Suppléments | [ 52 ] |